# متحف الغد
متحف الغد (بالبرتغالية: Museu do Amanhã‏) هو متحف علمي في مدينة ريو دي جانيرو/ البرازيل. صممه المعماري الإسباني سانتياغو كالاترافا على النمط المستقبلي الجديد، بني جانب الواجهة البحرية في بيير ماوا. تكفلت مؤسسة روبرتو مارينهو ببناء المتحف الذي كلف حوالي 230 مليون ريال برازيلي  افتتاح المبنى في 17 ديسمبر 2015 بحضور الرئيس ديلما روسيف.

## المعارض
يستقطب المعرض الرئيسي الزوار عبر خمسة مجالات رئيسية: الكون والأرض والأنثروبوسين والغد والولايات المتحدة عبر عدد من التجارب والخبرات. يمزج هذا المتحف المعقد والآسر بين العلم والتصميم المبتكر للتركيز على المدن المستدامة والعالم البيئي.
كان المتحف جزءًا من تجديد منطقة الميناء في المدينة لأولمبياد صيف 2016 .

## معرض صور

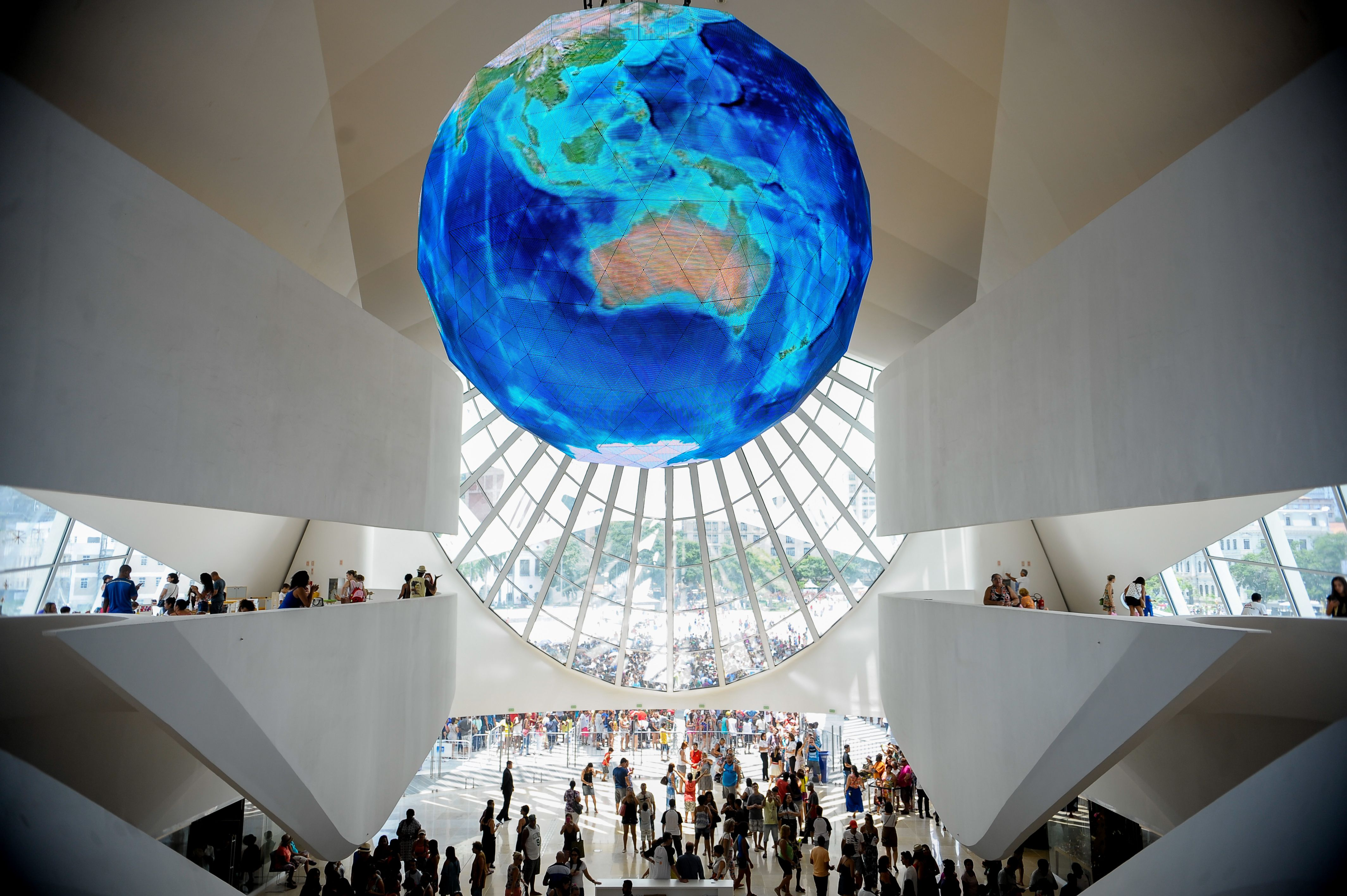
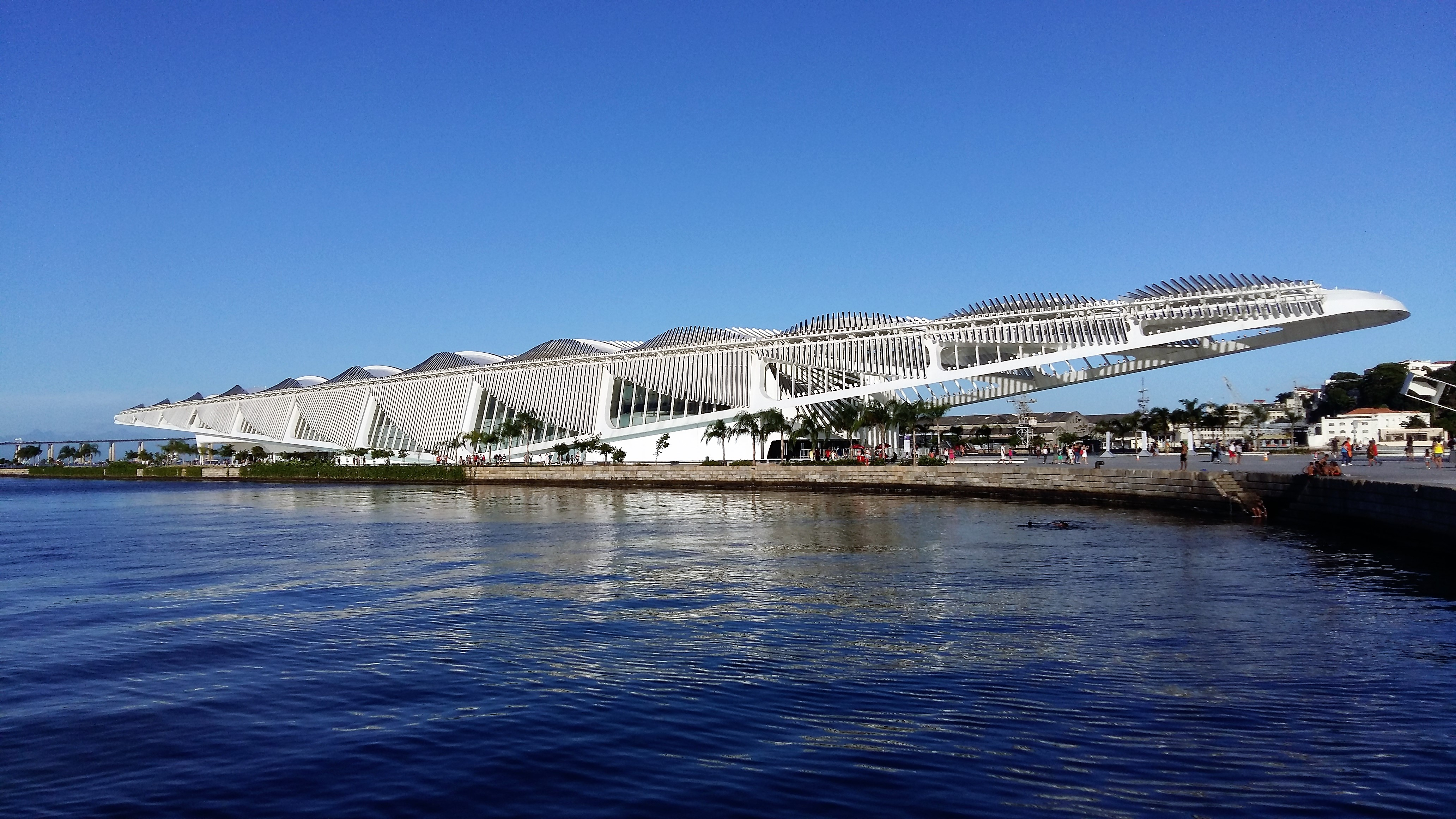
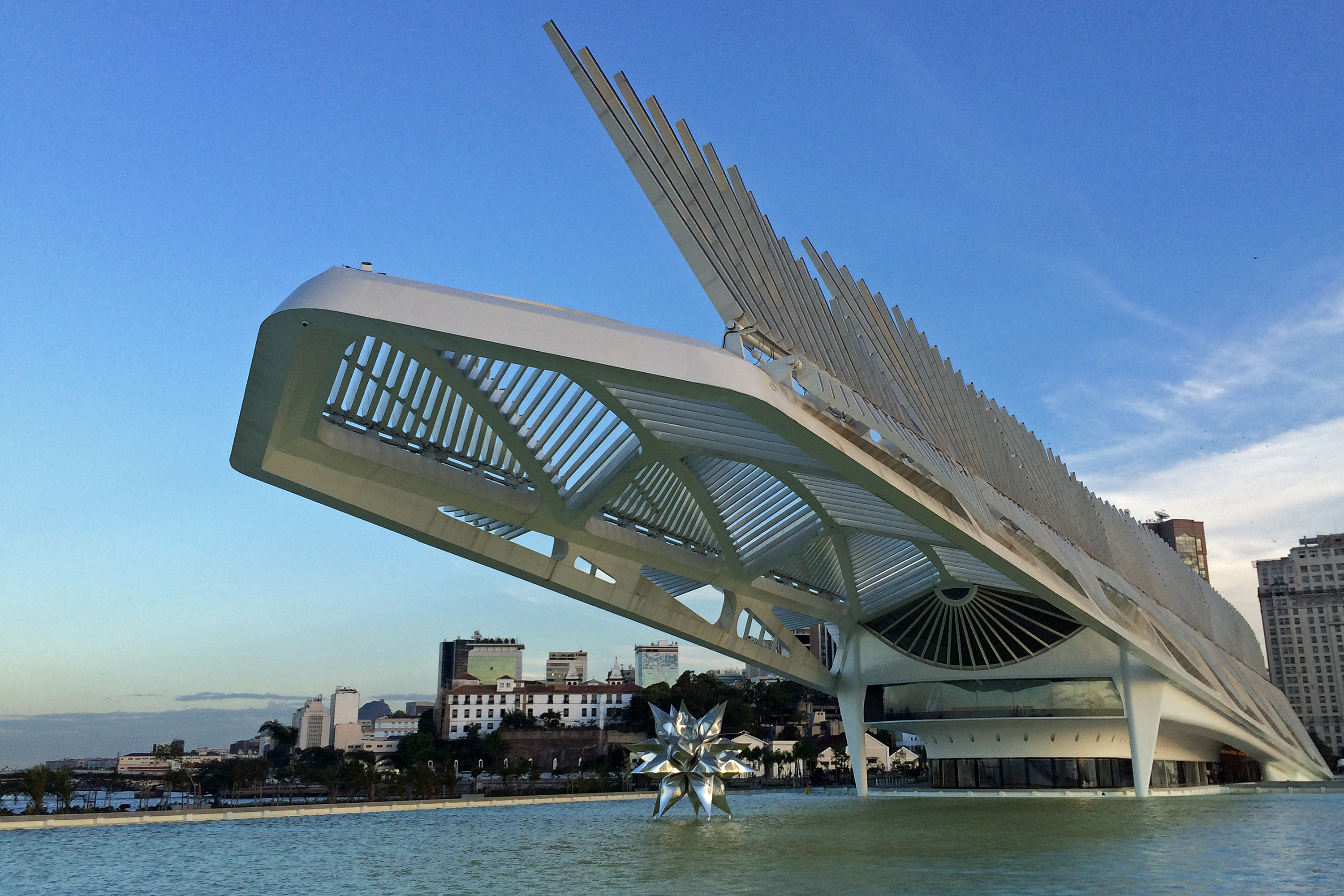

## روابط خارجية
- الموقع الرسمي